# Xã Bogard, Quận Henry, Missouri
Xã Bogard (tiếng Anh: Bogard Township) là một xã thuộc quận Henry, tiểu bang Missouri, Hoa Kỳ. Năm 2010, dân số của xã này là 663 người.